# Buena Vista (Virginia)
Buena Vista is een van de 38 onafhankelijke steden in de Amerikaanse staat Virginia.

## Demografie
Bij de volkstelling in 2000 werd het aantal inwoners vastgesteld op 6349.
In 2006 is het aantal inwoners door het United States Census Bureau geschat op 6457, een stijging van 108 (1,7%).

## Geografie
Volgens het United States Census Bureau beslaat de plaats een oppervlakte van
17,7 km², geheel bestaande uit land.

## Plaatsen in de nabije omgeving
De onderstaande figuur toont nabijgelegen plaatsen in een straal van 36 km rond Buena Vista.